# Clube Esportivo Paysandu
O Clube Esportivo Paysandu, conhecido popularmente como Paysandu é um time de futebol fundado em Brusque, Santa Catarina.

## História
Fundado em 1918, com o nome de Sport Club Paysandú, mais tarde se tornaria Clube Esportivo Paysandu.Em 1987 se fundiu com o Clube Atlético Carlos Renaux pra formar o Brusque Futebol Clube.
Atualmente, o Paysandu é ativo e tem equipes em outros jogos além do futebol, como o dominó, disputando anualmente vários campeonatos com categoria de base com 170 atletas nas categorias de futebol mirim, infantil e juvenil, além do time amador. 
Seus principais títulos foram o Campeonato Catarinense de Futebol da Primeira Divisão em 1956 vencendo por 2x1 do América de Joinville, e sagrou-se Campeão Catarinense de Futebol da Segunda Divisão em 1986 ao vencer do Blumenau Esporte Clube. Além do seu título mais recente conquistado pelo sub 17, a Copa Guaramirim.
Em 2024, o clube participou pela primeira vez do Campeonato Catarinense Feminino Adulto, promovido pela Federação Catarinense de Futebol (FCF). A estreia ocorreu no dia 1º de setembro, em uma partida contra o Criciúma, no estádio Cônsul Carlos Renaux, com entrada gratuita e atividades voltadas para o público feminino. 
O projeto do futebol feminino no Paysandú é liderado pelo técnico Dorimar dos Santos, que iniciou esse trabalho em 2021. Desde então, o clube tem representado Brusque em competições estaduais, como os Jogos Abertos de Santa Catarina (Jasc) e os Joguinhos Abertos. 

## Títulos
| ESTADUAIS           | ESTADUAIS                        | ESTADUAIS           | ESTADUAIS           |
|                     | Competição                       | Títulos             | Temporadas          |
|                     | Campeonato Catarinense - Série B | 1                   | 1986                |
| REGIONAIS ESTADUAIS | REGIONAIS ESTADUAIS              | REGIONAIS ESTADUAIS | REGIONAIS ESTADUAIS |
|                     | Competição                       | Títulos             | Temporadas          |
|                     | Campeonato do Vale do Itajaí     | 1                   | 1940                |
| ------------------- | -------------------------------- | ------------------- | ------------------- |
|                     |                                  |                     |                     |
| MUNICIPAIS          |                                  |                     |                     |
|                     |                                  | Títulos             | Temporadas          |
|                     | Campeonato de Brusque            | 1                   | 1959                |

| COPAS | COPAS                  | COPAS   | COPAS      |
|       | Competição             | Títulos | Temporadas |
|       | Copa Guaramirim Sub 17 | 1       | 2025       |
| ----- | ---------------------- | ------- | ---------- |